# Asami Katō
Asami Katō (jap. 加藤 麻美, Katō Asami; * 12. Oktober 1990) ist eine japanische Langstreckenläuferin.
Beim Juniorinnenrennen der Crosslauf-Weltmeisterschaften kam sie 2008 in Edinburgh auf Rang 15 und 2009 in Amman auf Rang 20.
2012 gewann sie den Ōme-Marathon über 30 km, wurde Siebte bei der japanischen Firmenmeisterschaft im Halbmarathon, siegte beim Sendai-Halbmarathon, wurde Vierte beim Sapporo-Halbmarathon und gewann den Parkersburg-Halbmarathon. Bei den Halbmarathon-Weltmeisterschaften in Kawarna trug sie mit einem zwölften Platz zum Gewinn der Bronzemedaille für das japanische Team bei.
2013 verteidigte sie ihren Titel in Ōme. Beim Nagoya-Marathon wurde sie Neunte und beim Philadelphia-Halbmarathon Fünfte. Im Jahr darauf folgte einem achten Platz in Nagoya ein Sieg beim Gold-Coast-Marathon.
2015 gewann sie den Matsue-Halbmarathon und den Rotterdam-Marathon.

## Persönliche Bestzeiten
- 10.000 m: 32:51,07 min, 23. September 2011, Naruto
- Halbmarathon: 1:10:21 h, 15. September 2013, Philadelphia
- 30-km-Straßenlauf: 1:43:55 h, 19. Februar 2012, Ōme
- Marathon: 2:26:30 h, 12. April 2015, Rotterdam